# Assassinato de Daniella Perez
O assassinato da atriz Daniella Perez é um caso policial notório no século XX no Brasil, ocorrido em 28 de dezembro de 1992, na cidade do Rio de Janeiro, que recebeu ampla cobertura da imprensa e causou comoção popular. Daniella, que era atriz e na época atuava na telenovela De Corpo e Alma, foi assassinada por Guilherme de Pádua, com quem fazia par romântico na trama, e por Paula Nogueira Thomaz, mulher do ator na época. O corpo da atriz foi encontrado num matagal, na Barra da Tijuca, Zona Oeste do Rio, perfurado com dezoito golpes de punhal, que causaram choque hipovolêmico. A primeira notícia do caso veio a público um dia depois, em 29 de dezembro de 1992, quando foi noticiado juntamente a outra grande notícia de repercussão nacional, a renúncia do então presidente da República Fernando Collor. Os dois assassinos foram condenados por júri popular e libertados em 1999. O caso foi listado em 2015 pelo portal Brasil Online (BOL) e pela revista Superinteressante (2015) ao lado de outros crimes que "chocaram" o Brasil.

## Assassinato
Em 1992, a atriz Daniella Perez interpretava, na novela De Corpo e Alma, de autoria de sua mãe Gloria Perez, a personagem Yasmin, que se envolvia momentaneamente com o personagem Bira, vivido pelo ator Guilherme de Pádua.
Na tarde do dia 28 de dezembro, Daniella e Guilherme gravaram a cena do fim do romance de Yasmin e Bira. Logo após as gravações, o ator teve uma crise de choro e procurou inquieto por Daniella diversas vezes no camarim, o que foi presenciado por camareiras do estúdio. Segundo estas camareiras, ele entregou a Daniella dois bilhetes, os quais a jovem se recusou a dizer do que se tratavam, aparentando grande nervosismo.[carece de fontes?] Na polícia e na justiça, o que foi confirmado também pelos depoimentos de Paula Thomaz, Guilherme disse que estava nervoso, por acreditar que seu papel estava sendo reduzido na novela, uma vez que, naquela semana, não havia aparecido em dois capítulos.
No fim da tarde, o ator deixou os estúdios Tycoon, na Barra da Tijuca, onde a novela era gravada, foi até seu apartamento na Avenida Atlântica, em Copacabana, e buscou sua mulher, grávida de quatro meses. O casal deixou o prédio novamente em direção aos estúdios, onde Daniella continuava gravando. Chegando ao local, Paula não saiu do carro, mas ficou deitada no banco de trás do Volkswagen Santana de seu marido, coberta com um lençol, enquanto o ator retornava ao estúdio para terminar as gravações de suas cenas.
Por volta das 21 horas as gravações terminaram. No estacionamento, Guilherme e Daniella tiraram fotos com fãs e, então, o ator saiu dirigindo seu Santana, e em seguida, a atriz saiu do estúdio dirigindo um Ford Escort. Guilherme parou o carro num acostamento ao lado do posto de gasolina onde Daniella abastecia - confirmado pelos frentistas do posto. Ao sair do posto, Daniella teve seu veículo fechado pelo Santana de Guilherme. Os dois desceram dos carros e Guilherme segurou a atriz pelo pescoço e lhe desferiu um soco no rosto, que a fez cair desacordada, ato que foi presenciado por dois frentistas do posto. Guilherme então colocou Daniella inconsciente no banco de trás de seu Santana, agora dirigido por Paula, e tomou a direção do Escort. Da Avenida das Américas, os carros seguiram até a Rua Cândido Portinari (atualmente Avenida Cândido Portinari), uma rua deserta da Barra da Tijuca, e pararam num terreno baldio.
Lá, Guilherme e Paula desferiram golpes de punhal contra Daniella, dentro do carro do ator, e arrastaram-na para o matagal.  A perícia comprovou que Daniella Perez foi morta com 18 estocadas que atingiram o peito (região do pulmão e do coração) e o pescoço. O advogado Hugo da Silveira, que passava pelo local do crime, estranhou dois carros parados num local ermo e, pensando se tratar de um assalto, anotou as placas. Viu no Santana um homem e "uma mulher de rosto redondo", que confirmou mais tarde tratar-se de Paula Thomaz. O advogado dirigiu-se então à sua casa, de onde chamou a polícia.
Ao chegar ao local, a polícia só encontrou o Escort e os documentos veiculares em nome do ator Raul Gazolla, marido da vítima. Enquanto um dos policiais seguia para a casa de Raul, o outro manteve guarda no local e, para se proteger do matagal escuro, mesmo armado, achou por bem resguardar-se atrás de uma árvore, quando tropeçou no corpo de Daniella.
A polícia, sabendo a placa do carro, foi até os estúdios Tycoon e descobriu que o proprietário era Guilherme de Pádua, apesar de uma letra ter sido anotada errado. A placa anotada foi "OM1115" e a presente na planilha do estúdio era "LM1115". Mais tarde comprovou-se adulteração  das escritas com fita isolante pelo ator, o que eliminou a alegação da defesa de crime passional.
Na manhã do dia 29 de dezembro, a polícia chegou ao apartamento de Guilherme o levou para a delegacia. Inicialmente o ator negou a autoria do crime, mas no mesmo dia, encurralado pelas provas, acabou confessando. Numa conversa com os policiais, Paula chegou a confessar a participação no crime, mas em depoimento negou envolvimento. O delegado do caso chegou a ouvir um telefonema de Guilherme para Paula, em que ele dizia que iria segurar tudo sozinho. Assim a polícia também passou a suspeitar de Paula.
Na delegacia, Raul Gazolla segurou Guilherme pelos ombros e perguntou o que acontecera com sua esposa e, após eles se encontrarem e conversarem no estacionamento, o autor do crime se afastou de Gazolla e disse que havia apenas crianças no local. A frieza foi tanta que chegaram a solicitar deles que os mantivessem informados sobre o enterro e desdobramentos do caso.
Guilherme e Paula ficaram presos definitivamente no dia 31 de dezembro. Ambos reivindicaram o direito de só falar em juízo. Ao longo dos cinco anos até o julgamento, Guilherme de Pádua testou várias versões através da imprensa. Nenhum dos dois convenceu o júri, e ambos foram condenados por homicídio qualificado: motivo torpe e impossibilidade de defesa da vítima.

## Envolvidos

### Vítima
Daniella Perez Gazolla (Rio de Janeiro, 11 de agosto de 1970 — Rio de Janeiro, 28 de dezembro de 1992), foi uma atriz e bailarina brasileira. Perez era filha da autora de telenovelas Glória Perez. Casada desde 1990 com o ator Raul Gazolla, se conheceram durante as gravações da novela Kananga do Japão, no ano anterior. Além de atriz também era bailarina e dançava profissionalmente na companhia de dança Carlota Portella. Em 1992, Daniella estava atuando em sua terceira novela, De Corpo e Alma, onde interpretava Yasmin que fazia par romântico com Caio (Fábio Assunção) e Bira (Guilherme de Pádua). Por ser filha da autora da telenovela, a bailarina era constantemente pressionada por Guilherme para que ela falasse com sua mãe, Glória, para que as cenas de seu personagem fossem aumentadas. No dia 28 de dezembro de 1992 Perez, foi assassinada por Guilherme de Pádua e sua esposa, Paula Nogueira Thomaz.

### Assassinos
Guilherme e Paula se casaram em 1992, tiveram um filho em 1993 e se divorciaram em 1994. 

#### Paula Nogueira Thomaz
Paula Nogueira Peixoto (na época do crime Paula Nogueira de Almeida Thomaz, Rio de Janeiro, 7 de julho de 1973), é uma criminosa e advogada brasileira. Paula é a assassina de Daniella, o assassinato junto de seu marido ocorreu em 28 de dezembro de 1992, na época do crime era casada como o ator Guilherme de Pádua e estava grávida de 4 meses de seu primeiro filho, Felipe Nogueira Peixoto, que foi adotado pelo seu padrasto. Peixoto foi presa em 2 de janeiro de 1993 e solta em 1999. Inicialmente, confessou a participação no crime, mas depois negou alegando que estava no Barra Shopping passeando comprando roupas para o bebê. Na cadeia recebeu inúmeras vantagens, inclusive a de estar na companhia de seu filho até este completar quase um ano, além da disponibilização de uma empregada para limpeza de sua cela.
Após ter sua liberdade se casou com o advogado Sérgio Rodrigues Peixoto com quem teve mais uma filha e cursou direito. Atualmente Paula tem uma vida mais anônima e vive em Copacabana,  perto da divisa com Ipanema, sendo mesmo bairro de Glória Perez, mãe da vítima. Uma ação judicial impetrada por Gloria contra Paula para indenização por danos morais e custos com o enterro de Daniella, foi arquivada no início de dezembro de 2022, depois de quinze anos tramitando. Peixoto foi condenada a pagar uma indenização de R$ 480 mil, mas a Procuradoria de Justiça do Rio de Janeiro julgou que a ré não tinha condições financeiras nem bens a penhorar para cumprir a decisão judicial.

#### Guilherme de Pádua
Guilherme de Pádua Thomaz (Belo Horizonte, 2 de novembro de 1969 — Belo Horizonte, 6 de novembro de 2022), foi um ator, criminoso, pastor, ator pornográfico e stripper brasileiro. Guilherme era o assassino de Daniella Perez, o crime ocorreu em 28 de dezembro de 1992 em parceria com sua esposa. Naquele mesmo ano Pádua foi escalado para a telenovela De Corpo e Alma, de autoria de Gloria Perez, o ator fazia o papel de Bira que fazia parte do triângulo amoroso entre Caio (Fábio Assunção), Yasmin (Daniella Perez) e Bira. Guilherme constantemente assediava a atriz com o intuito de receber mais destaque, já que a mesma era a filha da autora da novela, isso juntamente com as cenas entre o ator e Daniella, geravam ciúmes em sua mulher. Pádua logo confessou o crime quando foi questionado pelos polícias, porém negou a participação de uma segunda pessoa. Ele ficou preso de 1993 a 1999.
Logo após sua liberdade voltou para sua cidade natal, casou-se pela segunda vez em 2006 com a estudante Paula Mais e se divorciou em 2015. Depois tornou-se cristão e pastor e se casou em 2017 pela terceira vez, com a estilista Juliana Lacerda. Em 2022 voltou para a mídia pois criou um canal no Youtube e um perfil no Instagram. No mesmo ano Pádua morreu de infarto em sua residência.

## NovelaDe Corpo e Alma
Em 28 de dezembro de 1992, a novela De Corpo e Alma se encaminhava para a reta final. Por volta das 21h30, no mesmo horário em que o crime ocorreu, era apresentado o capítulo 127 da novela. Nesse dia, poucas horas antes, a atriz havia gravado junto com Guilherme as cenas do rompimento do conturbado romance que ambos viviam na trama. A partir de 29 de dezembro de 1992, os capítulos prontos foram editados para remover o assassino das cenas. Daniella havia gravado cenas em que apareceriam na novela até o capítulo 146, no ar em 19 de janeiro de 1993, quando foi feita uma homenagem a ela pelos atores e equipe do folhetim.
Após o crime, Gloria Perez se afastou da novela, deixando para Gilberto Braga, Ana Maria Moretzsohn e Leonor Bassères a responsabilidade de escrever os capítulos e dar um destino aos personagens. Uma semana depois, a autora fez questão de retomar o trabalho, incluindo mais dois temas na trama: a morosidade da justiça e a inadequação do Código Penal Brasileiro. Alguns dias depois do crime, Perez pediu para não haver confusão entre a fantasia da trama e a brutalidade do crime, comentando que ela percebia, assim como o público, que Pádua empregava em Bira uma agressividade que o personagem não deveria ter, mas acreditava ser devido à inexperiência.
Em virtude do acontecimento, a trama não foi reprisada nenhuma vez no Brasil.

## Iniciativa popular - Lei dos Crimes Hediondos
A indignação popular que se seguiu a esse episódio, resultou na alteração, por iniciativa da autora Gloria Perez, da Lei dos Crimes Hediondos, que conseguiu mais de 1 milhão de assinaturas: a partir daí, o homicídio qualificado (praticado por motivo torpe ou fútil, ou cometido com crueldade) passou a ser incluído (através da lei 8 930/1994) na Lei dos Crimes Hediondos, que não permite pagamento de fianças e impõe que seja cumprido um tempo maior da pena para a progressão do regime fechado ao semiaberto (em 2006, o Supremo Tribunal Federal considerou inconstitucional a proibição de progressão de regime).

## Prisão e liberdade
Na prisão, nasceu o filho de Paula e Guilherme, Felipe, em maio de 1993. O casal se divorciou ainda na prisão após a mudança da versão de Guilherme para o crime, ao dizer que Paula também participou. Ambos saíram da cadeia em 1999, cumprindo apenas seis anos de pena.

## Arma e motivação do crime

### Motivação
A versão provada no tribunal da motivação do crime foi a apresentada pelo promotor Maurício Assayag e pelo advogado de acusação Arthur Lavigne. De acordo com depoimento de testemunhas, Guilherme assediou Daniella visando beneficiar-se de sua amizade, por se tratar da "filha da autora da novela". Ele mesmo admite isso em depoimento ao juiz, no Tribunal do Juri. Na semana do crime, ficou inseguro ao receber os capítulos da novela e perceber que seu personagem não estaria presente em dois capítulos. Pensou que seu personagem estava diminuindo por influência de Daniella. Supondo que Daniella havia contado à mãe das suas investidas, o ator manipulou a esposa, estimulando ainda mais o ciúme dela, conhecida por já ser extremamente ciumenta, e com histórico de ter agredido outras mulheres, e juntos arquitetaram o assassinato.

### Arma
Desde o início das investigações, os peritos deixaram muito claro que a arma do crime não foi uma tesoura, e sim um punhal. O laudo da perícia (Raphael Pardellas, diretor do IML e laudo pericial incluso no processo crime) revelou que os ferimentos que atingiram Daniella foram feitos por instrumento perfurocortante com dois gumes.
As perfurações encontradas na blusa de malha que Daniella usava, mostram que o instrumento não entrou esgarçando, como uma tesoura entraria, mas cortando, como uma lâmina de dois gumes pode fazer. A tesoura, para ser considerada perfurocortante terá que ser acionada aberta, o que, sem dúvida, acarretaria, além de um número variado de lesões muito superficiais, outras que se restringiriam à epiderme, o que não aconteceu. Os golpes foram precisos e atingiram 8 vezes o coração de Daniella.
Outra evidencia que desmente a manobra: apunhalar alguém com uma tesoura aberta provoca inevitavelmente ferimentos na mão de quem apunhala, porque a pessoa teria que agarrar o gume para efetuar os golpes, nem Paula Thomaz nem Guilherme de Pádua tinham qualquer ferimento nas mãos.
A tesoura foi inventada para escamotear a premeditação. Estaria no carro para que Paula Thomaz abrisse sacos de leite. De acordo com essa versão, Paula Thomaz estava sempre tomando leite, mesmo dentro do carro, nos trajetos cotidianos. Por isso precisava ter sempre uma tesoura à mão. Porém, as pessoas que conviveram com ela, nunca a viram tomando leite e depois do crime não há registros de que o tenha feito.
A premeditação ficou comprovada pela presença de Paula Thomaz escondida num lençol, a adulteração perfeita da placa do carro do casal, e a emboscada no posto de gasolina, presenciada pelos frentistas. Complementou-se com a dissimulação: o casal de criminosos indo prestar condolências à família da vitima. Uma das motivações do crime teria sido um ritual de magia negra. Os indícios estão listados no site Daniella Perez.

## Na cultura popular

### Literatura
- O Crime Da Novela Das Oito (1993), de Sérgio de Souza;[89]

- A paixão no banco dos réus (2003), de Luiza Nagib Eluf;[90]

- Mentes Perigosas: O Psicopata Mora ao Lado (2008), de Ana Beatriz Barbosa Silva[91]
- Daniella Perez: Biografia, crime e justiça (2022), de Bernardo Braga Pasqualette[92]

### Pacto Brutal (2022)
O serviço de vídeo sob demanda, HBO Max, operado pela empresa Warner Bros, lançou em 2022 a série documental Pacto Brutal - O Assassinato de Daniella Perez, em cinco episódios, que retrata os fatos ocorridos na época, com depoimentos da mãe Gloria Perez, do viúvo Raul Gazolla, de amigos e colegas da atriz. Com direção de Tatiana Issa e Guto Barra, a série estreou em 21 de julho de 2022, e terminou em 28 de julho de 2022. A repercussão da série foi tão grande que Gloria Perez concedeu uma entrevista a Revista Veja, falando sobre o impacto da morte da filha.